# Дэнни Ди
Дэнни Ди (англ. Danny D, род. 11 августа 1987 года) — британский порноактёр.

## Биография и карьера
Недолгое время был строителем, а также работал в Boonty (был одним из создателей Boonty Box вместе с Thomas Boonty). Дебютировал в порноиндустрии в 2006 году. Работал в крупных студиях, таких как Eurocreme, Brazzers, Harmony Films, Boonty, Hush Hush Enterteiment (как звезда "Whitezilla", с 2010 года), Televisión X и Playboy TV.

## Награды и номинации
- 2010 AVN Awards номинация — лучшая групповая сцена (Satan's Whore — Harmony Films) вместе с Бобби Старр, Olivier Sánchez и George Uhl[3]
- 2012 AVN Awards номинация — лучший иностранный исполнитель года[4]
- 2012 SHAFTA[англ.] победа исполнитель года[5]
- 2013 SHAFTA победа исполнитель года[6]
- 2013 AVN Awards двойная номинация — лучшая зарубежная сцена (Brooklyn Lee: Ninfómana — Harmony Films) вместе с Бруклин Ли и LouLou и (Prostitutas Jóvenes: Highland Fling — Harmony Films) вместе с Franki, George Uhl и Iain Tate[7]
- 2013 AVN Awards номинация — иностранный исполнитель года[7]
- 2014 XBIZ Award победа иностранный исполнитель года[1][8]
- 2014 AVN Awards номинация — иностранный исполнитель года[9]

## Разное
В сентябре 2011 года Дэнни Ди появился в 3-м эпизоде 2-го сезона программы Lee Nelson Well Good Show. Имеет татуировку «CHELSEA» на левом предплечье.